# Eemstraat (Soest)
De Eemstraat is een weg aan de oostzijde van Soest in de Nederlandse provincie Utrecht.
Voor 1911 werd de straat achtereenvolgens Kleine Melmweg, de Eemsteeg en de Gaesbeecker Steeg genoemd. De weg verbond het oude gedeelte van Soest met de rivier de Eem bij losplaats de Kleine Melm. Het tweede deel, dat in het verlengde van de Eemstraat ligt heet de Eemweg. Aan de oostzijde van de Eemstraat stond in de 15e eeuw het kasteel Bleyendaal van de Heer van Gaasbeeck. Ook het klooster Mariënburg stond hier, tot het in 1543 werd geplunderd door de bendes van Maarten van Rossum.